# Bonnie Parker
Bonnie Elizabeth Parker (Rowena (Texas), 1 oktober 1910 – Gibsland (Louisiana), 23 mei 1934) vormde samen met Clyde Barrow het beruchte Amerikaans duo Bonnie en Clyde.
Bonnie Parker werd geboren in een arm gezin. Vader Charles Parker was metselaar, moeder Emma Parker huisvrouw. Ze was de middelste van drie kinderen: Buster, haar broer, was twee jaar ouder, en Billie, haar zus, was drie jaar jonger. In 1915 overleed Charles en Emma was genoodzaakt haar kinderen bij hun grootouders, Mr en Mrs Edward Krouse, onder te brengen, in het plaatsje Cement City nabij Dallas.
Daar ontmoet Bonnie Roy Thornton, met wie ze op zestienjarige leeftijd trouwt. In 1927, nog geen jaar na hun huwelijk, verdwijnt Roy zonder bericht achter te laten, om pas weer in januari 1929 op te duiken. Bonnie wijst hem resoluut de deur. Kort daarop wordt Roy gepakt voor een overval en gaat hij voor vijf jaar de gevangenis in. Toch zal ze nooit van hem scheiden. 
In januari 1930 ontmoet Bonnie bij een vriendin in West Dallas Clyde Barrow. Ze is op dat moment werkloos, nadat Marco's Café waar ze als serveerster werkte, zijn deuren had gesloten. Haar kennismaking met Clyde Barrow vormt het begin van het roemruchte duo dat in de dertiger jaren van de twintigste eeuw opzien baart door rovend en moordend door de staten Texas, Louisiana, Arkansas en Oklahoma te trekken, en daarbij voortdurend op sensationele manier uit handen van de politie weet te blijven.
Hun populariteit groeit doordat ze de media (kranten) middels zelfgemaakte foto's en gedichten deelgenoot maken van hun kat-en-muisspel met de politie. Op 23 mei 1934 maakt een politiehinderlaag een einde aan hun triomftocht - en hun leven.